# Hogansville
Hogansville – miasto w Stanach Zjednoczonych, w stanie Georgia, w hrabstwie Troup.